# 6802 Černovice
6802 Černovice eller 1995 UQ2 är en asteroid i huvudbältet som upptäcktes den 24 oktober 1995 av den tjeckiska astronomen Miloš Tichý vid Kleť-observatoriet. Den är uppkallad efter den tjeckiska orten Černovice.
Asteroiden har en diameter på ungefär 11 kilometer.